# Christian Völk
Christian Völk (* 14. Oktober 1977 in Lahn-Gießen) ist ein deutscher Eishockeyspieler, der zuletzt beim SC Riessersee aus der 2. Bundesliga unter Vertrag stand.

## Karriere
Völk begann seine Karriere in der Saison 1997/98 beim EV Füssen in der drittklassigen 1. Liga. In seiner Debüt Saison erzielte er 14 Punkte in 30 Spielen, wechselte aber zur nächsten Saison 1998/99 zum Ligakonkurrenten EC Atlantis Ulm/Neu-Ulm, wo er während der Saison 1999/2000 bereits nach nur elf Spielen zum Zweitligisten ERC Ingolstadt in die neue 2. Eishockey-Bundesliga wechselte. Hier konnte er nicht überzeugen und wechselte zur Saison 2001/02 zum Oberligisten TSV Erding. Kurz vor Ende der Saison wechselte Völk zu den München Barons in die DEL, wo er zu drei Einsätzen kam, bevor die Saison beendet wurde. Die neue Saison 2002/03 begann für Völk bei den Hamburg Freezers in der DEL, ehe er nach nur 16 Spielen zum Heilbronner EC in die 2. Eishockey-Bundesliga wechselte, wo er die laufende Saison beendete und noch ein weiteres Jahr, bei den inzwischen in Heilbronner Falken umfirmierten Heilbronner EC, auflief. Zur Saison 2004/05 erhielt er einen Kontrakt beim SC Bietigheim-Bissingen.
Nach einer wenig erfolgreichen Saison mit nur fünf Punkten nach 44 Spielen wechselte Völk wieder in die Oberliga, diesmal zum ETC Crimmitschau, mit welchen er zur Saison 2006/07 den Aufstieg in die 2. Eishockey-Bundesliga schaffte. Die Saison 2005/06 war auch die für Völk bisher stärkste Saison nach Punkten, womit er maßgeblichen Erfolg am Aufstieg des ETC Crimmitschau hatte. In der Saison 2006/07 konnte er nicht an seine Erfolge anknüpfen, weshalb er zur Saison 2007/08 zum SC Riessersee wechselte, für welche er eineinhalb Spielzeiten auf dem Eis stand, ehe er während der Saison 2008/09 wieder zum Oberligisten EV Füssen wechselte. Hier verblieb er ebenfalls nur eineinhalb Jahre, ehe er zur Saison Eishockey-Oberliga 2010/11 zum inzwischen abgestiegenen Ligakonkurrenten und alten bekannten, SC Riessersee wechselte. Er trug dazu bei, nach nur einer Saison in der Drittklassigkeit, mit dem SC Riessersee die Oberliga-Meisterschaft zu gewinnen und somit sportlich in die 2. Eishockey-Bundesliga aufzusteigen.
Im Juli 2011 wurde bekannt, dass Völk seinen Kontrakt beim SC Riessersee, der in der Saison 2011/12 in der 2. Eishockey-Bundesliga antritt, verlängert hat.

Christian Völk hat im April 2012 seine Karriere beendet.

## Erfolge und Auszeichnungen
- 2006 Aufstieg in die 2. Eishockey-Bundesliga mit dem ETC Crimmitschau
- 2011 Oberliga-Meister und Aufstieg in die 2. Eishockey-Bundesliga mit dem SC Riessersee

## Karrierestatistik
(Legende zur Spielerstatistik: Sp oder GP = absolvierte Spiele; T oder G = erzielte Tore; V oder A = erzielte Assists; Pkt oder Pts = erzielte Scorerpunkte; SM oder PIM = erhaltene Strafminuten; +/− = Plus/Minus-Bilanz; PP = erzielte Überzahltore; SH = erzielte Unterzahltore; GW = erzielte Siegtore; 1 Play-downs/Relegation; Kursiv: Statistik nicht vollständig)

1inklusive Vorgängerliga „1. Liga“ (1994–1998)